# Session parlementaire
Une session parlementaire est une période durant laquelle le Parlement se réunit pour délibérer. Elle peut par exemple concerner un projet de loi ou tout simplement un fait d'actualité.

## Types
Les sessions parlementaires peuvent être ordinaires, extraordinaires ou de plein droit.

### Session ordinaire
Les sessions ordinaires sont les périodes au cours desquelles le Parlement siège sans raison ou convocation particulières, uniquement parce que la Constitution, ou; plus exceptionnellement, la loi, l'a prévu. Les dates d'ouverture et de clôture des sessions ordinaires varient selon les États.
Il peut y en avoir une, deux, voire (plus rarement) trois par an.
Ainsi, le Parlement français se réunit, depuis 1995, en une seule session ordinaire, qui commence le premier jour ouvrable d'octobre et s'achève le dernier jour ouvrable de juin. De même, l'Assemblée de la République du Portugal siège du 15 septembre au 15 juin.
Les Cortes Generales du royaume d'Espagne connaissent quant à eux deux sessions ordinaires au cours de l'année : de septembre à décembre, puis de février à juin.
Enfin, le Parlement du Rwanda connaît trois sessions ordinaires, de deux mois chacune : la première session débute le 5 février, la deuxième le 5 juin, et la troisième le 5 octobre.
À l'opposé, certains États laissent le soin à leur organe législatif de déterminer lui-même la fin de la session ordinaire. Par exemple, la Constitution américaine prévoit simplement, en son XXe amendement, que le Congrès des États-Unis se réunira tous les ans au début du mois de janvier. Quant à la Finlande, elle laisse une totale liberté à son Parlement de choisir les dates de sa session ordinaire.
L'ouverture de la session ordinaire peut également faire l'objet d'une cérémonie particulière, comme le discours du Trône au Royaume-Uni.
La période entre deux sessions ordinaires est appelée « vacances parlementaires ».

### Session extraordinaire
À l'opposé de la précédente, une session extraordinaire se tient en dehors de la période prévue ou retenue pour la durée de la session ordinaire. La durée et l'objet de ce type de session doivent faire l'objet d'une convocation spéciale.
Pour reprendre certains exemples précités, la convocation en session extraordinaire du Parlement français ne peut intervenir qu'entre juillet et septembre, et uniquement à la demande du Premier ministre ou de la majorité des membres de l'Assemblée nationale. C'est un décret présidentiel qui ouvre et clôt la ou les session(s) de ce genre.
Au Portugal, la décision revient à la commission permanente de l'Assemblée, ou au Président, mais uniquement pour des questions particulières, tandis qu'en Espagne, la tenue d'une session extraordinaire a lieu à la demande de la Députation permanente, du gouvernement ou de la majorité absolue des députés et/ou sénateurs.
Au Japon, seul le cabinet peut convoquer la Diète en session extraordinaire. Toutefois, il est tenu de le faire si un quart ou plus des députés ou conseillers le requiert.
À l'inverse, d'autres pays comme les États-Unis n'ont rien prévu en matière de session extraordinaire.

### Session de plein droit
Une session de plein droit se distingue d'une session extraordinaire parce que sa réunion est simplement conditionnée à une décision ou un fait, sans qu'une convocation officielle ne soit exigée. De plus, une session de ce genre peut se tenir au cours d'une session extraordinaire.
Ainsi, l'Assemblée nationale française se réunit-elle de plein droit le deuxième jeudi suivant son élection si elle a été dissoute. Une session est même ouverte de droit pour quinze jours si le Parlement n'est pas en session. En Finlande, le Parlement doit être immédiatement réuni en cas de mobilisation des armées.